# Thành phố của Indonesia
Thành phố của Indonesia là các đơn vị hành chính ở khu vực thành thị trong cấp hành chính địa phương thứ hai ở Indonesia. Các thành phố này nằm trong các tỉnh của Indonesia. Một thành phố trực thuộc tỉnh có thể được chọn làm tỉnh lỵ, song không nhất thiết. Nó cùng cấp với huyện (ở nông thôn).
Trong tiếng Indonesia, các thành phố trực thuộc tỉnh được gọi là các kota (kota, nghĩa là "thành phố"). Riêng 5 thành phố trực thuộc Jakarta được gọi là kotamadya.
Người đứng đầu bộ máy hành pháp của các thành phố này là thị trưởng (Walikota).
Cả Indonesia hiện có 107 thành phố trực thuộc tỉnh.
Dưới đây là danh sách thành phố ở Indonesia, xếp theo từng đảo hoặc vùng trên đảo.
Dân số năm 2005.

## Java
- Bandung[2] (dân số: 3.071.637)
- Banjar[3] (dân số: 206.891)
- Batu[4] (dân số: 228.744)
- Bekasi[5] (dân số: 2.334.871)
- Blitar[6] (dân số: 131.968)
- Bogor[7] (dân số: 950.334)
- Cianjur  (dân số: 146.874)
- Cilegon (dân số: 374.559)
- Cimahi (dân số: 541.177)
- Cirebon (dân số: 336.279)
- Depok (dân số: 1.738.570)
- Jakarta (dân số: 12.312.000)
- Madiun (dân số: 170.964)
- Magelang (dân số: 118.227)
- Malang (dân số: 820.243)
- Mojokerto (dân số: 147.194)
- Pasuruan (dân số: 186.262)
- Pekalongan (dân số: 281.434)
- Probolinggo (dân số: 217.062)
- Salatiga (dân số: 170.332)
- Semarang (dân số: 1.905.155)
- Nam Tangerang (dân số: 1.290.322)
- Sukabumi (dân số: 368.034)
- Surabaya (dân số: 4.181.061)
- Surakarta (dân số: 691.123)
- Tasikmalaya (dân số: 635.464)
- Tangerang (dân số: 1.870.384)
- Tegal (dân số: 292.186)
- Yogyakarta (dân số: 678.224)
- Kediri (dân số: 268.507)
- Serang (dân số: 577.785)
- Purwokerto (dân số: 233.841)

## Kalimantan
- Balikpapan (dân số: 681.135)
- Banjarbaru (dân số: 267.092)
- Banjarmasin (dân số: 625.481)
- Bontang (dân số: 251.513)
- Palangkaraya (dân số: 280.962)
- Pontianak (dân số: 735.118)
- Samarinda (dân số: 936.178)
- Singkawang (dân số: 331.462)
- Tarakan (dân số: 223.650)

## Quần đảo Maluku
- Ambon (dân số: 331.254)
- Tual (dân số: 58.082)
- Ternate (dân số: 185.705)
- Tidore (dân số: 90.055)

## Quần đảo Sunda Nhỏ
- Denpasar[8] (dân số: 1.014.167)
- Bima (dân số: 286.022)
- Mataram (dân số: 603.411)
- Kupang (dân số: 536.239)

## Sulawesi
- Bau-Bau (dân số: 238.164)
- Bitung (dân số: 295.056)
- Gorontalo (dân số: 207.807)
- Kendari (dân số: 347.700)
- Makassar (dân số: 1.584.172)
- Manado (dân số: 585.715)
- Palu (dân số: 403.906)
- Pare-Pare (dân số: 212.625)
- Palopo (dân số: 241.139)
- Tomohon (dân số: 180.653)

## Sumatra
- Banda Aceh (dân số: 504.016)
- Bandar Lampung (dân số: 871.336)
- Batam (dân số: 616.221)
- Bengkulu (dân số: 257.763)
- Binjai (dân số: 238.209)
- Bukittinggi (dân số: 100.512)
- Dumai (dân số: 218.643)
- Jambi (dân số: 703.860)
- Langsa (dân số: 133.600)
- Lhokseumawe (dân số: 152.895)
- Lubuklinggau (dân số: 174.472)
- Medan (dân số: 2.621.784)
- Metro (dân số: 127.569)
- Padang (dân số: 901.187)
- Padang Panjang (dân số: 137.922)
- Padang Sidempuan (dân số: 243.300)
- Pagar Alam (dân số: 114.609)
- Palembang (dân số: 1.342.258)
- Pangkal Pinang (dân số: 145.945)
- Pariaman (dân số: 170.032)
- Payakumbuh (dân số: 202.819)
- Pekanbaru (dân số: 885.447)
- Pematang Siantar (dân số: 229.525)
- Prabumulih (dân số: 195.201)
- Sabang (dân số: 128.455)
- Sawah Lunto (dân số: 53.081)
- Sibolga (dân số: 280.189)
- Solok (dân số: 166.892)
- Tanjung Balai (dân số: 253.000)
- Tanjung Pinang (dân số: 261.107)
- Tebing Tinggi (dân số: 290.548)

## Tây New Guinea
- Jayapura (dân số: 200.524)
- Sorong (dân số: 184.239)